# Rekristallisatie (materiaalkunde)

Rekristallisatie en korrelgroei tijdens het gloeiproces in metalen.

Rekristallisatie of ook herkristallisatie is een fysisch proces binnen kristallijne en polykristallijne vaste stoffen. Doordat ze zich in een bepaalde toestand van druk en temperatuur bevinden zijn de korrels (kristallieten) van het materiaal instabiel en groeien oude kristallen om tot nieuwe kristallen. Het is een belangrijk proces binnen de materiaalkunde, aangezien het de materiaaleigenschappen beïnvloedt.

## Metallurgie
Het is een fenomeen dat veel wordt toegepast in de metallurgische industrie en de materiaalkunde, omdat het de materiaaleigenschappen van een metaal beïnvloedt. Zo worden metalen vaak na het walsen gegloeid om de "pannenkoek"-microstructuur, waar de korrels met de walsrichting mee zijn uitgerekt, uit het materiaal te halen.

De processtappen van gloeien: a) vervormd materiaal, b) herstelfase en start rekristallisatie, c) rekristallisatie, d) korrelgroei

## IJskristallen en mineralen
Een bekend voorbeeld is het "verijzen" van sneeuw, waarbij sneeuwkristallen zich omvormen naar ijskristallen. Andere voorbeelden zijn metamorfe processen in gesteenten, waarbij de mineralen in het gesteente wel kunnen reageren, maar de chemische samenstelling van het gesteente als geheel hetzelfde blijft. Bij rekristallisatie verandert de chemische samenstelling van het materiaal dus niet, in tegenstelling tot processen als metasomatisme in gesteenten.

## Dynamisch versus statisch
Rekristallisatie komt op twee manieren voor:
- Statische rekristallisatie (Engels: solid-state recrystallisation) vindt plaats wanneer een materiaal in veranderde temperatuur-drukomstandigheden komt, waar de kristallen instabiel zijn.
- Dynamische rekristallisatie (Engels: dynamic recrystallisation) vindt plaats als er een evenwicht is tussen de omstandigheden die het materiaal deformeren (zoals mechanische spanning en schuifspanning) en de vorming en groei van de nieuwe kristallen. Zo gauw de omstandigheden veranderen zal het evenwicht verschuiven.

## Microschaalmechanismen van rekristallisatie
Rekristallisatie kan plaatsvinden door de volgende mechanismen, die door diffusie van ionen in het kristalrooster verlopen:
- Korrelgrens-migratie (soms afgekort GBM), waarbij ionen zich op de grens tussen twee kristallen verplaatsen, dit wordt diffusiekruip genoemd, van het minder stabiele naar het stabielere kristal;
- Korrelgrens-segregatie, impuriteiten en roosterdefecten stapelen zich op bij de korrelgrens tijdens het stollen, waardoor een concentratieverschil ontstaat, de "segregatie" ;
- Subkorrelrotatie (afgekort SR) waarbij verplaatsing van dislocaties, dit wordt dislocatiekruip genoemd, in afzonderlijke kristallen ervoor zorgt dat nieuwe kristalgrenzen ontstaan in bestaande kristallen, waarbij een deel van het kristal in zijn geheel roteert ten opzichte van de rest en een subkorrel gaat vormen.